# Хосе Кальдерон (футболіст)
Хосе Кальдерон (ісп. José Calderón; нар. 14 серпня 1985, Панама) — панамський футболіст, воротар клубу «Шелаху».
Виступав, зокрема, за клуб «Чепо», а також національну збірну Панами.

## Клубна кар'єра
У дорослому футболі дебютував 2003 року виступами за команду клубу «Сан-Франциско», в якій провів два сезони.
Протягом 2006 року захищав кольори команди клубу «Чоррільйо».
Своєю грою за останню команду привернув увагу представників тренерського штабу клубу «Чепо», до складу якого приєднався 2007 року. Відіграв за команду з Панами наступні три сезони своєї ігрової кар'єри. У складі «Чепо» був одним з головних бомбардирів команди.
Згодом з 2010 по 2015 рік грав у складі команд «Арабе Унідо» (на праваха оренди), «Чепо», гватемальські клуби «Ередія» та «Коатепек».
До складу клубу з Гондурасу «Депортіво Платенсе» приєднався 2015 року. Відграв за клуб з Пуерто-Кортеса 49 матчів в національному чемпіонаті.
У лютому 2017 року перейшов до колумбійського клубу «Реал Картахена». Влітку того ж року перебрався до команди «Марафон».
У 2018 році повернувся до панамського клубу «Чоррільйо».
З 2019 року виступає за гватемальські команди.

## Виступи за збірну
2005 року дебютував в офіційних матчах у складі національної збірної Панами. Наразі провів у формі головної команди країни 12 матчів, пропустивши 1 гол.
У складі збірної був учасником розіграшу Золотого кубка КОНКАКАФ 2005 року в США, де разом з командою здобув «срібло», розіграшу Золотого кубка КОНКАКАФ 2007 року в США, розіграшу Золотого кубка КОНКАКАФ 2009 року в США, розіграшу Золотого кубка КОНКАКАФ 2015 року в США і Канаді, на якому команда здобула бронзові нагороди, розіграшу Кубка Америки 2016 року в США.
У травні 2018 включений до складу збірної для участі в тогорічному чемпіонаті світу з футболу, що проходив у Росії.

## Титули і досягнення

### Збірні
Панама
- Володар Кубка центральноамериканських націй: 2009
- Срібний призер Золотого кубка КОНКАКАФ: 2005
- Бронзовий призер Золотого кубка КОНКАКАФ: 2015